# Kenodactylus
Kenodactylus is een geslacht van kevers uit de familie van de loopkevers (Carabidae). De wetenschappelijke naam van het geslacht is voor het eerst geldig gepubliceerd in 1909 door Broun.

## Soorten
Het geslacht Kenodactylus is monotypisch en omvat slechts de volgende soort:
- Kenodactylus audouini Guerin-Meneville, 1830